# Moratalla
Moratalla es un municipio y localidad española de la Región de Murcia, perteneciente a la comarca del Noroeste. Su población es de 7593 habitantes (INE 2024).
Dispone del mayor conjunto de arte rupestre mediterráneo de la comunidad autónoma, declarado Patrimonio de la Humanidad. Así mismo, la Tamborada de Moratalla fue declarada Patrimonio cultural inmaterial de la Humanidad por la UNESCO en 2018.

## Geografía

### Toponimia
Su nombre originario, según el filólogo Gustavo Romera Marcos, proviene de época romana, concretamente del topónimo Murata tálea (la que está amurallada con palos).

### Municipios limítrofes
| Noroeste: Letur                 | Norte: Férez y Socovos   | Noreste: Hellín  |
| Oeste: Nerpio                   |                          | Este: Calasparra |
| Suroeste Puebla de Don Fadrique | Sur: Caravaca de la Cruz | Sureste: Cehegín |

### Pedanías
El municipio de Moratalla, dada su amplitud (con 952,94 km² es el tercer municipio más extenso de la Región de Murcia y el duodécimo de España), cuenta con diversas pedanías distantes del núcleo urbano, muchas de ellas integradas a su vez por diversos núcleos de población.
- Benizar: Comprende Otos, Casa Requena, Mazuza, La Tercia y otras localidades.
- San Bartolomé: Donde se encuentran El Sabinar, Calar de la Santa y otros núcleos
- Huerta Alhárabe
- Campo de San Juan: Comprende Zaén de Arriba, Fuente Ribera, La Risca, Casicas de San Juan, Zaén de Abajo, Casas de Aledo, Bajil y otros núcleos
- Cañada de la Cruz: Con Cañada de la Cruz y Los Odres
- Roble
- Béjar
- Arenal
- Inazares
- Cobatillas
- Salmerón
- Rogativa
- Benamor

### Distancias kilométricas a pedanías desde Moratalla
| Pedanía           | Kilómetros (aprox) |
| ----------------- | ------------------ |
| Benizar           | 32                 |
| Calar de la Santa | 32                 |
| Campo de Béjar    | 15                 |
| Campo de San Juan | 27                 |
| Cañada de la Cruz | 60                 |
| El Sabinar        | 28                 |
| Inazares          | 55                 |
| La Rogativa       | 45                 |
| Los Odres         | 59                 |
| Mazuza            | 40                 |
| Otos              | 37                 |

### Medio natural

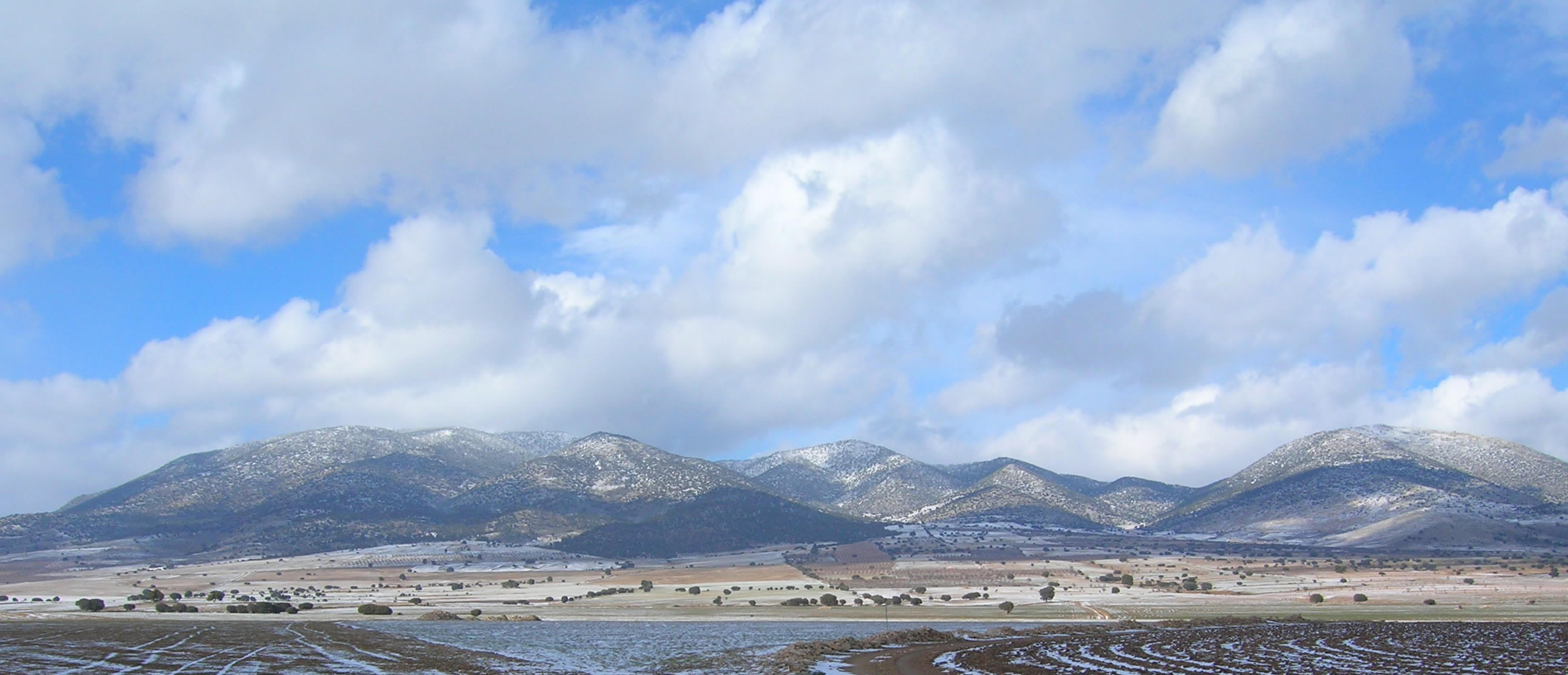
Cara sur del macizo de Revolcadores. Es el pico más alto de la Región de Murcia con, se encuentra dentro del municipio de Moratalla.

Moratalla incluye varios espacios naturales protegidos e integrados en las redes ZEPA y Zona de Especial Conservación (ZEC), como la ZEPA de la Sierra de Moratalla (que comprende la Sierra de los Álamos entre otras), el ZEC del Macizo de Revolcadores (techo de la Región de Murcia), el de la Sierra de Villafuerte y el de la Sierra de la Muela.

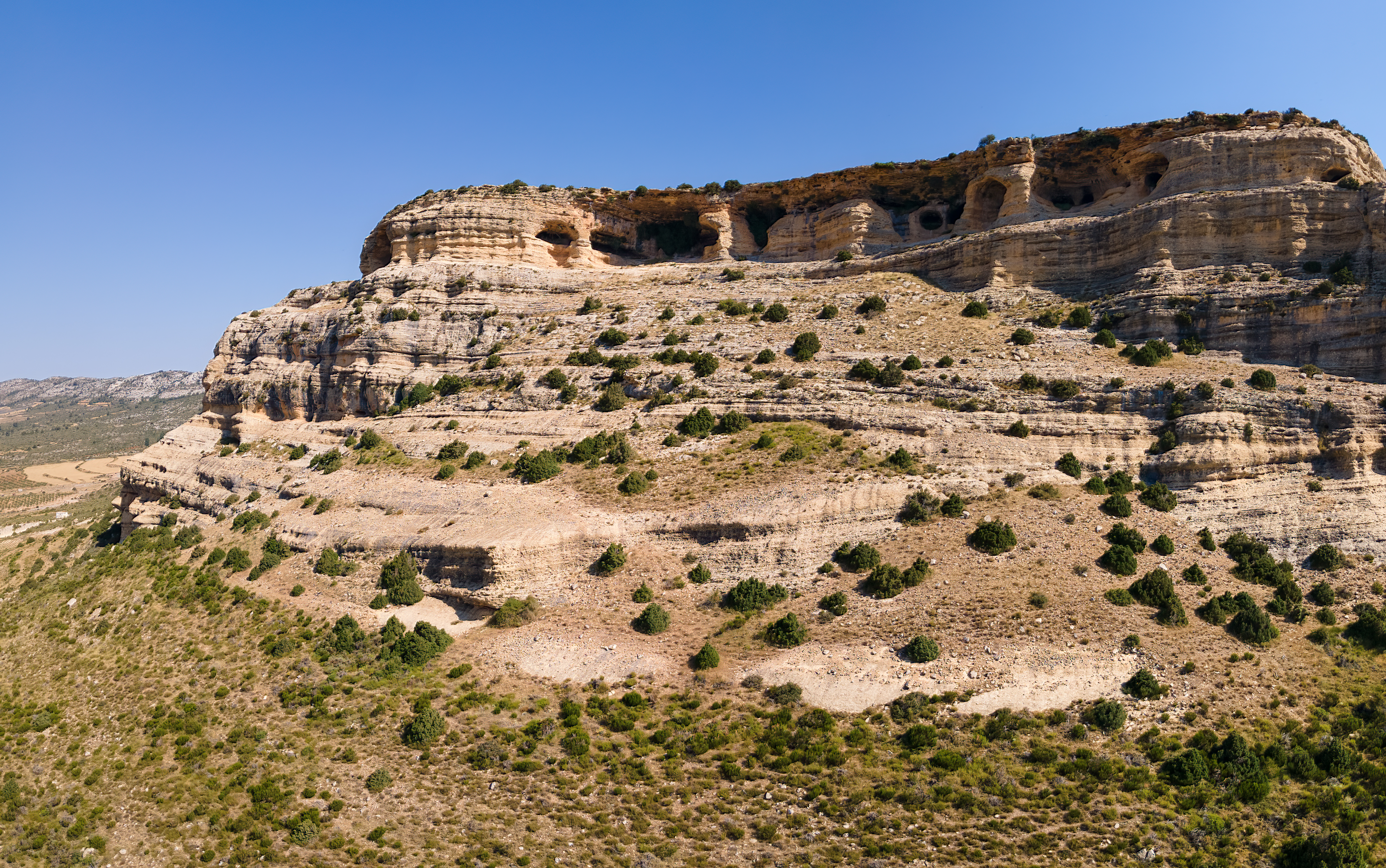
Cuevas de Zaén junto a Zaén de Arriba

En el término municipal (compartido con el de Calasparra) también se encuentra la Reserva Natural de los Sotos y Bosque de la ribera de Cañaverosa, en el tramo en el que el río Segura atraviesa el municipio. Dentro del curso del río Alhárabe, destaca así mismo tanto el paraje de la Puerta como el estrecho de Bolvonegro, protegidos como parte del ZEC de Sierras y Vega Alta del Segura, ríos Alhárabe y Moratalla, que también incluye un tramo del río Segura aguas abajo del embalse del Cenajo así como las sierras próximas. Otro cauce del término que está protegido mediante ZEC es el de la rambla de la Rogativa, que es un afluente del río Taibilla.
En las sierras abundan los jabalíes y pervive la cabra montés, al igual que el ciervo, especie que ha regresado tras unas décadas extinguido. En el siglo XIV, según el Libro de montería de Alfonso XI, aún se cazaban encebras o caballos salvajes en la Sierra de Villafuerte o Celchite. El entorno de los ríos Benamor, Alhárabe y Segura es particularmente rico, con presencia de nutria y con buenas muestras de bosques galería. La gran mayoría de bosques de Moratalla son de pino (carrasco, negral), con presencia no desdeñable de la carrasca o encina y ejemplares notables de sabina que han llegado a dar nombre a una pedanía (El Sabinar).

## Climatología

Paisaje del municipio en julio con pinos, encinas y enebros

Moratalla posee un clima mediterráneo, matizado respecto a otras comarcas de la Región de Murcia, por su altitud media y situación geográfica noroeste, que le permite tener una media de precipitaciones cercana a los 70 mm anuales más que la mayoría de las comarcas del centro y sur de la región. También posee una temperatura media alrededor de 2 o 3 °C menor al de dichas comarcas. En todo caso, la localidad tiene una temperatura media anual de 15,2 °C y unas precipitaciones de 368 mm anuales (datos aproximados), lo que conlleva una clasificación según Köppen-Geiger de clima BSk (estepario local). Los inviernos son fríos en comparación con otras zonas de la región y las nevadas frecuentes, pero no muy abundantes. En verano las temperaturas son altas y el clima seco.
En el sector montañoso del municipio se da el clima mediterráneo de montaña, con temperaturas más bajas y precipitaciones que pueden superar los 650 mm anuales, siendo la zona de más pluviometría de la Región de Murcia, produciéndose nevadas frecuentes en invierno.

## Historia

### Prehistoria
En el municipio de Moratalla se encuentra más del cincuenta por ciento de las pinturas rupestres de toda la Región de Murcia. A aquellos primeros hallazgos de 1966 en los yacimientos denominados Cañaica del Calar y Fuente del Sabuco I, siguieron en 1979 los del adolescente Pedro Sánchez del cortijo del Rincón de Pedro Gurullo, con los abrigos Risca I-II; los del historiador Marcial García en La Molata; el conjunto de Andragulla por Anna Alonso, José Manuel Orts y Carmen Orts en 1984; la Fuente del Sabuco II por Alexandre Grimal en 1987; los de la Fuente de la Rogativa I-II por Manfred y Katja Bader, también en 1987. 

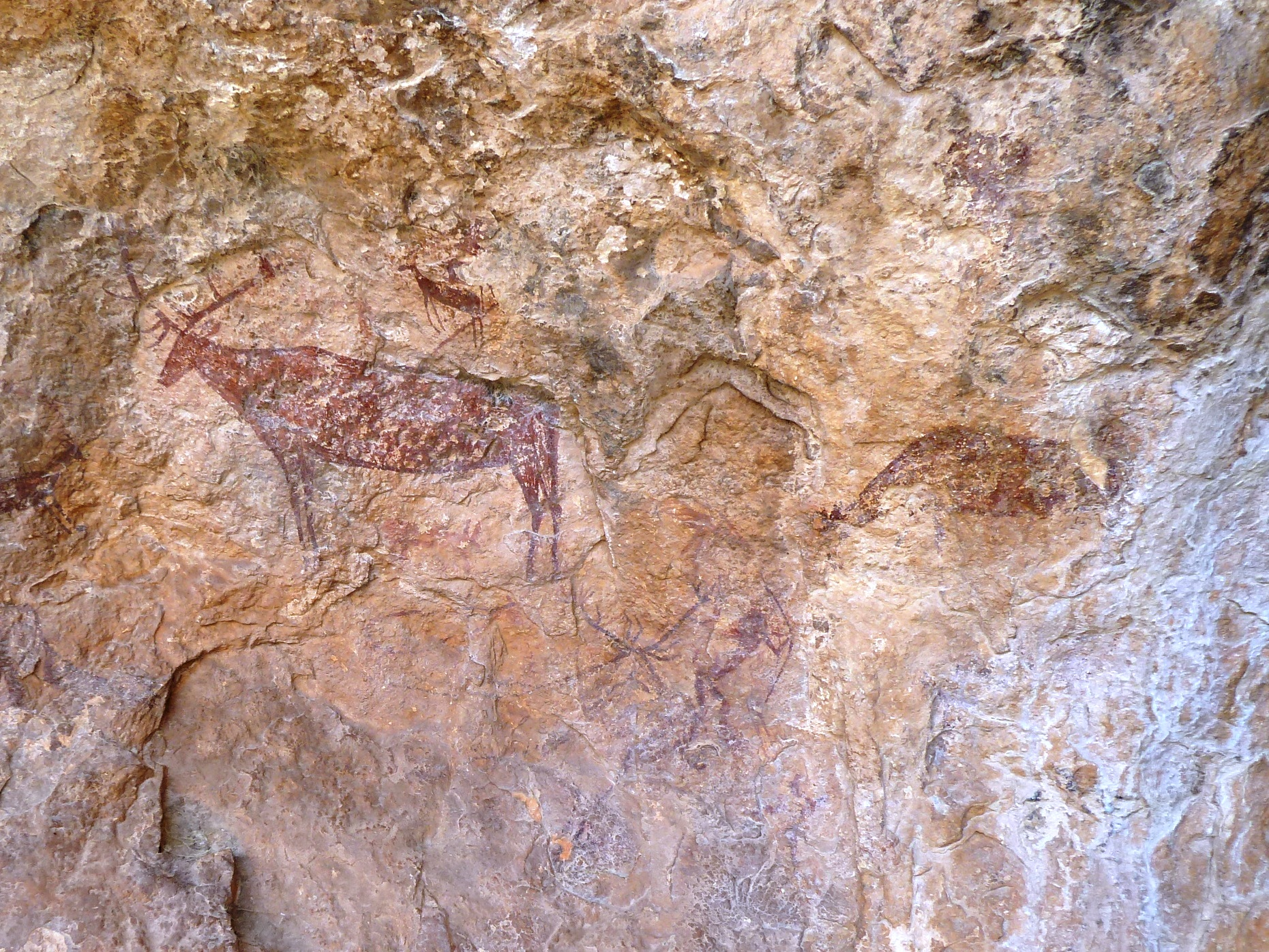
Panel de arte rupestre mediterráneo en Cañaica del Calar, declarado Patrimonio de la Humanidad.

Fue a partir de 1989 cuando se inició la campaña de prospección sistemática en este término, por A. Alonso y A. Grimal, que tuvieron continuidad en años siguientes, cuando los hallazgos se suceden de forma continuada hasta alcanzar un conjunto actual de cerca de 30 cavidades. La incorporación, en 2004, de otro nuevo yacimiento, gracias al arqueólogo gandiense Javier Ros, en la zona del Molino de Capel, friso III, verifica, una vez más, la importancia de estos parajes para estas expresiones cultuales humanas.
Todas estas muestras se encuadran en el arte levantino (10 000 años antes del presente) con la expresión creencial figurativa de los últimos cazadores-recolectores epipaleolíticos, y en el Arte esquemático (6500 años antes del presente), expresiones abstractas también del ámbito creencial de los grupos productores del Neolítico y Bronce. Los centenares de imágenes pintadas conforman un valioso patrimonio, a la vez que magníficos "museos al aire libre"; de ahí que en 1998 fueran declaradas Patrimonio de la Humanidad, como parte del arte rupestre del arco mediterráneo de la península ibérica.
En 2007 se inaugura un Centro Regional de Interpretación de Arte Rupestre "Casa de Cristo". La principal finalidad de este nuevo espacio, ubicado a seis kilómetros del casco urbano de Moratalla es conservar, dar a conocer y fomentar la puesta en valor del arte rupestre de la Región de Murcia. Centro que en enero del 2013 fue clausurado.
En el término municipal moratallero también destacan el denominado dolmen de Bajil, las tumbas argáricas y murallas calcolíticas del Cerro de Las Víboras (ca. 3000 a. C.), o el poblado íbero de Los Molinicos (siglo IV a. C.).

### Edad Media

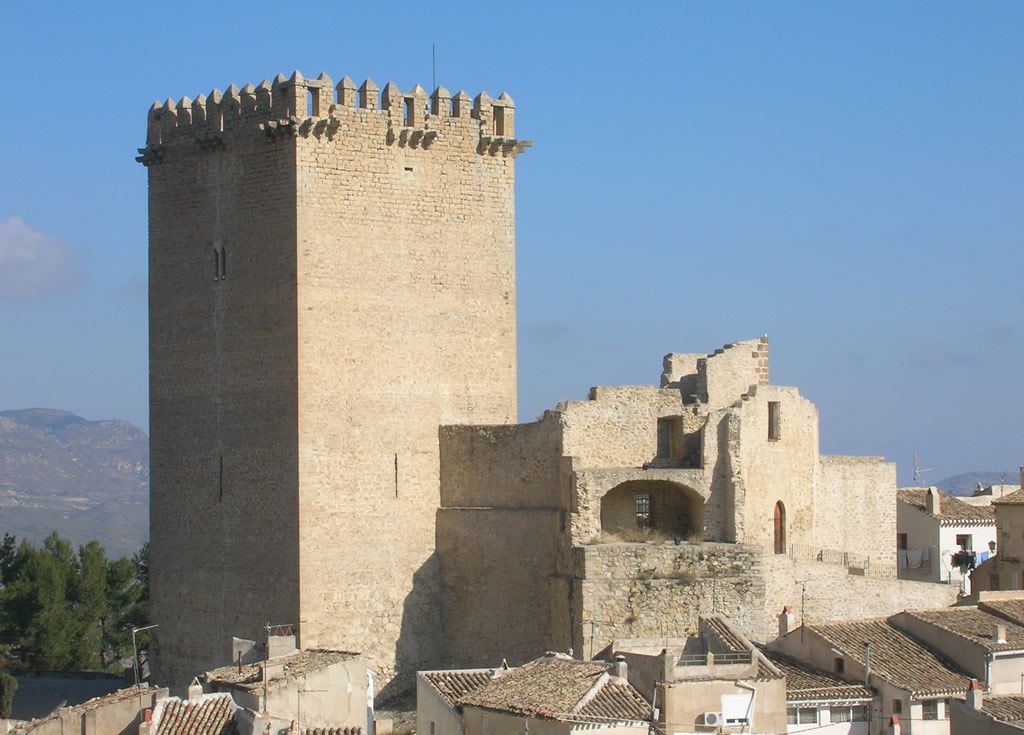
Vista del castillo medieval de Moratalla.

La Alta Edad Media, y en especial el periodo tardorromano, es muy poco conocido en la historia de Moratalla. Sus territorios pasarían a dominio musulmán junto con el resto del sureste ibérico, en lo que por entonces sería una población de pequeña entidad. La plaza de Moratalla ya aparece nombrada en algunos tratados de geografía de la Cora de Tudmir.
En época de dominación musulmana, el rey de la Taifa de Murcia, Muhammad ibn Mardanis, contó con el dominio de estas tierras, hasta que le fueron arrebatadas por su primo Yusuf Ibn Hilal. Tras este suceso comienza una nueva campaña para su recuperación, que le cuesta a Ibn Hilal perder uno de sus ojos, por negarse a entregarla pacíficamente.
Moratalla quedó incluida definitivamente en el castellano Reino de Murcia por el Tratado de Alcaraz de 1243, reino que contaría con una amplia autonomía musulmana hasta la definitiva conquista aragonesa.
En 1245 se crea la encomienda de la villa de Moratalla. Sin embargo. la población no se asentó de forma importante en el territorio, posiblemente influenciados por el miedo a las incursiones árabes del reino Nazarí de Granada.

### Edad Moderna

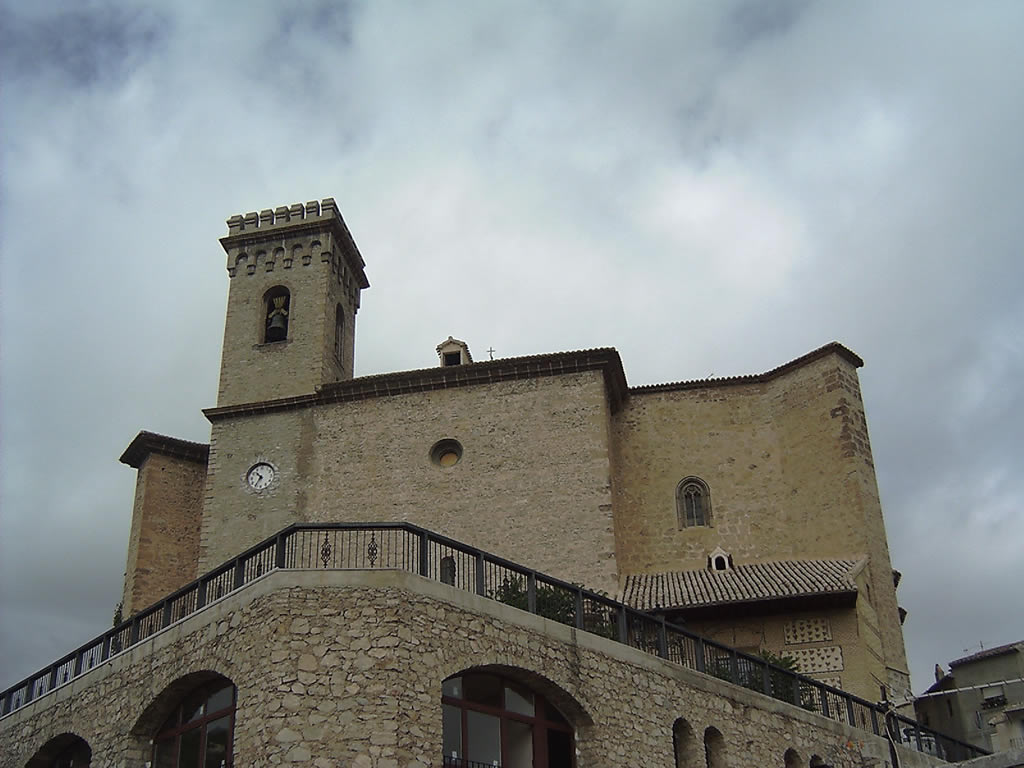
Iglesia de Nuestra Señora de la Asunción cuya actividad edilicia más notable data del.

A lo largo del siglo XVI, Moratalla experimentó un importante crecimiento de la población tras la caída del reino Nazarí. En 1530, la villa contaba ya con 534 vecinos, una expansión que se mantendrá durante la Edad Moderna.
Durante este periodo, la agricultura y la ganadería serán la base económica de la localidad. Se comienzan a implantar nuevos cultivos, la ganadería toma peso y se hace más variada. La falta de agua en ocasiones supondrá graves problemas para ambos sectores. También en este momento comienza la explotación forestal maderera, que se convertirá en una actividad económica para la localidad.
La administración pasa a ejercerse en la Casa de la Encomienda, situada en la actual calle García Aguilera, perdiendo, por tanto, importancia en este sentido el castillo. Paralelamente se vivió una reorganización urbana con la creación de infraestructuras, como el trazado y definición de nuevas calles, la construcción de fuentes o la canalización de aguas.
Un problema constante será la administración de justicia, que dependerá de Villanueva de los Infantes (Ciudad Real). La creación en Caravaca de la Cruz de un órgano similar no fructificará y durante bastante tiempo perdurará este problema. También en este momento se acometen las obras de ampliación de la iglesia de Santa María de la Asunción, El templo gótico que había perdurado como único centro de culto de la población hasta el siglo XV es transformado en una iglesia de gran envergadura siguiendo los gustos y directrices de la arquitectura propia del arte del Renacimiento. También se acomete la construcción de otros edificios de culto, como el convento de San Francisco en 1574, desamortizado en 1835.

### Historia contemporánea

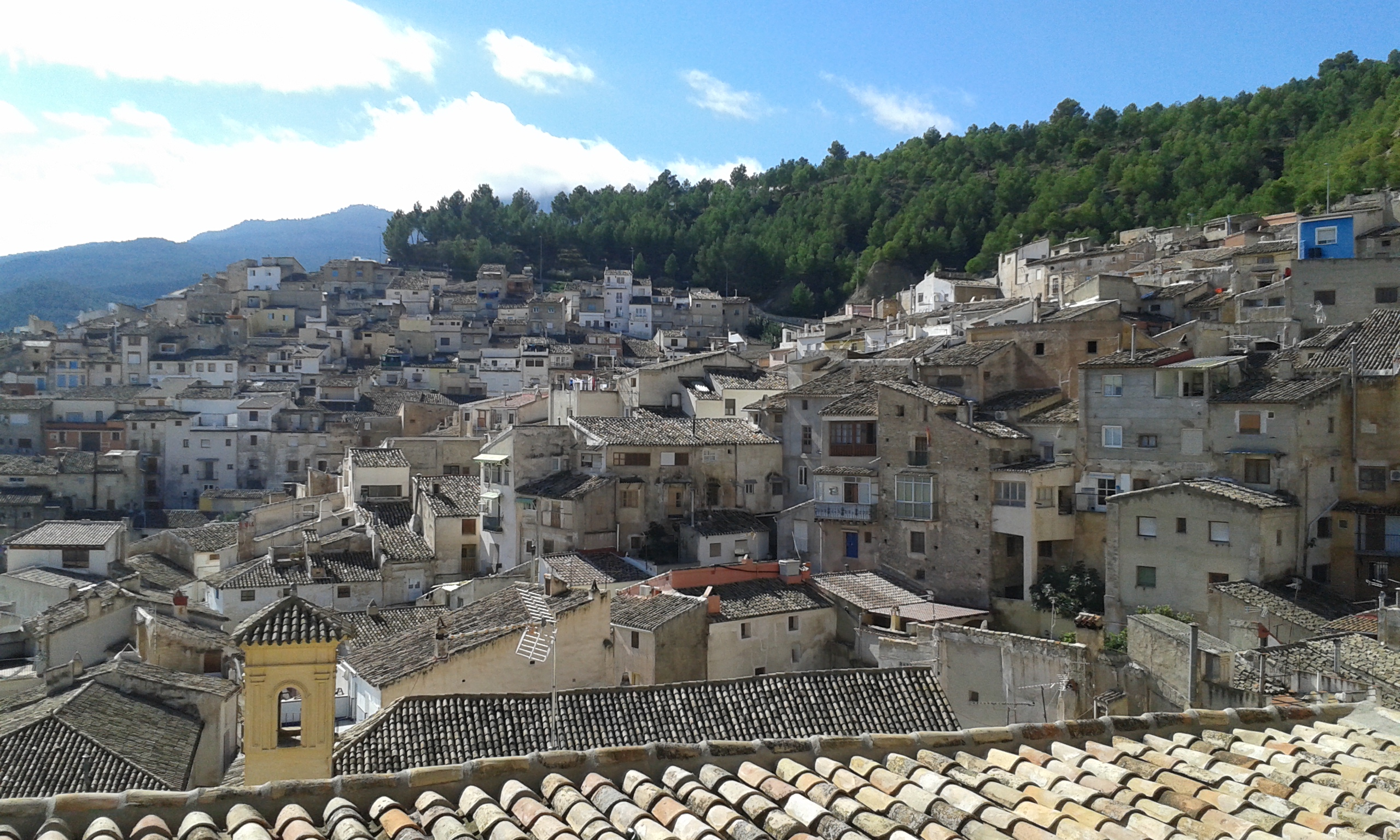
Casco antiguo de Moratalla en la actualidad.

Desde mediados del siglo XIX, la vida campesina resultaba muy dura por epidemias y crisis agrícolas recurrentes, fenómenos sociales como el bandolerismo y el caciquismo y la nula industrialización. Incluso a mediados del siglo XX apenas había industria y las malas comunicaciones mantenían a Moratalla aislada de las rutas comerciales, provocando una paulatina despoblación.
En la historia reciente del municipio, los hechos más relevantes han sido la construcción de la autovía del Noroeste, que ha puesto fin a una deficiencia crónica de comunicación; y el gran incendio de 1994, por el que ardieron más de 30 000 ha. 

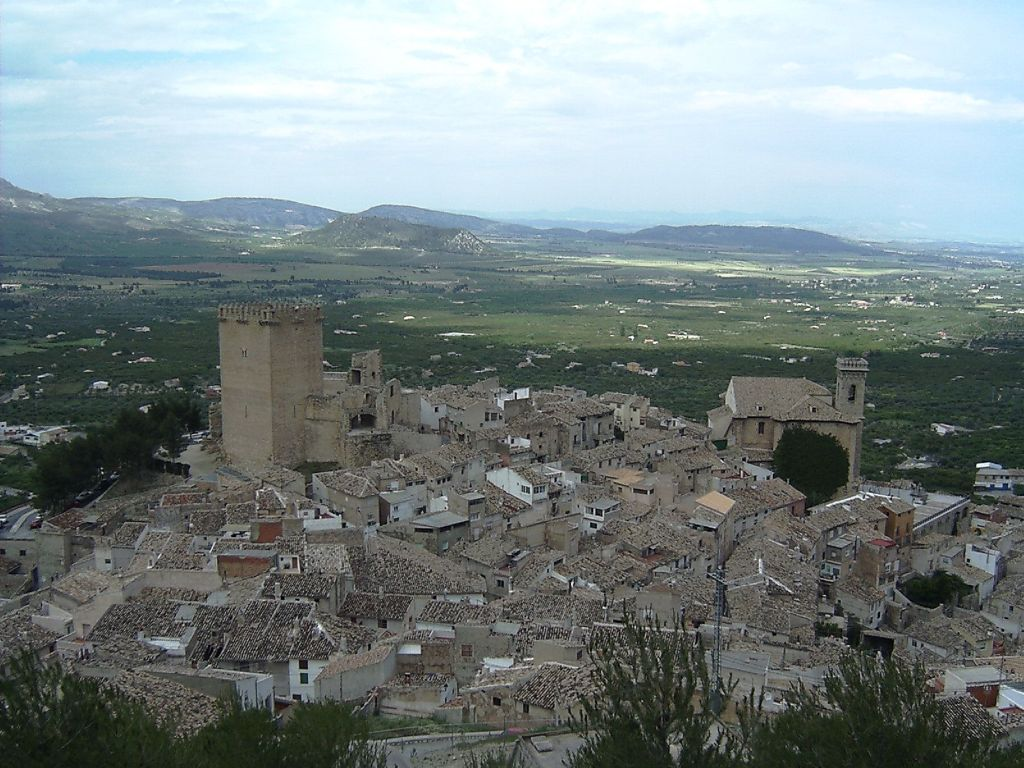
Vista del caserío medieval de Moratalla.

En el incendio de 1994 ardieron casi toda la sierra de La Muela, toda la sierra del Cerezo y los montes situados entre esta y el santuario de Nuestra Señora de la Esperanza, en Calasparra, a orillas del río Segura; salvándose la sierra de Hondares. Diversos estudios constatan que se han regenerado parte de los pinares de carrasco que existían antes del incendio, sobre todo en las zonas de umbría, con alturas por lo general no superiores a 1 m, y solo se ha renovado por entero el bosque galería de la ribera del Segura. La zona de Las Murtas y otras extensiones semiáridas apenas se han recuperado, al igual que la vegetación de sabinar, que resulta característicamente dañada por los incendios.
En los últimos años del siglo XX y los primeros del XXI, la pérdida de población se ha estabilizado, sin llegar a registrar datos positivos. En los últimos años se ha llevado a cabo la creación y mejora de algunas infraestructuras y se han buscados modelos para atraer al turismo cultural y de naturaleza, como nueva fuente de ingresos, aprovechando sus antiquísimos monumentos y los importantes parajes naturales que posee el municipio.

## Demografía
Cuenta con una población de 7593 habitantes (INE 2024).
| Gráfica de evolución demográfica de Moratalla entre 1842 y 2021                                                       |
| |
| Población de derecho según los censos de población del INE. Población de hecho según los censos de población del INE. |

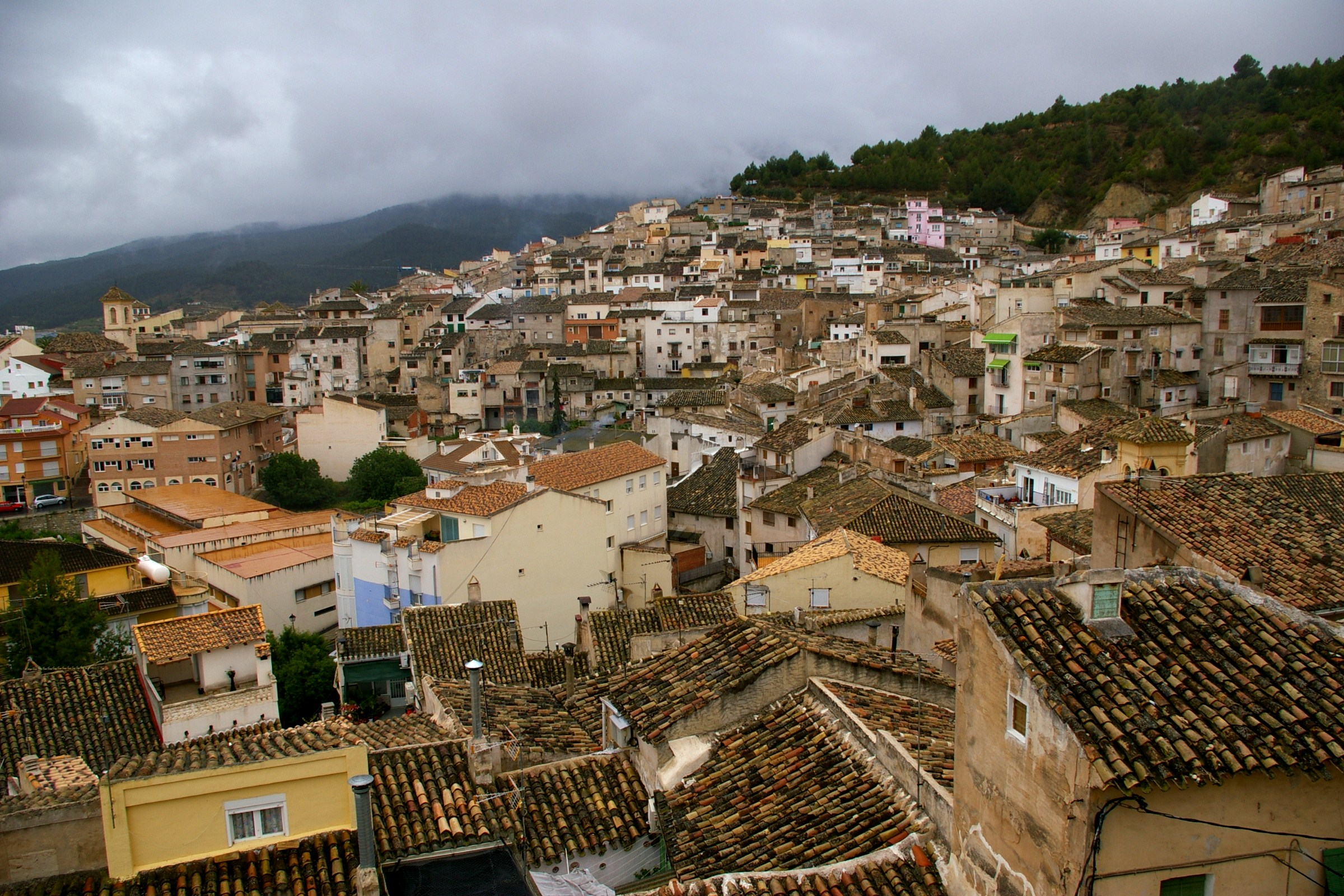
Viviendas en Moratalla

En la evolución demográfica de Moratalla, a partir de 1900, es de resaltar el máximo histórico de 1950, con un incremento previo algo menor que en la sierra del Segura y la comarca del Noroeste en general. En los años 1960 se produjo una crisis aguda, con pérdidas de población (de -24 % en 10 años y -35 % en 20 años) que emigró sobre todo a Francia y a la Comunidad Valenciana, especialmente la ciudad de Alicante. En los años 1980 se observa una estabilización relativa, definida desde los años 1990 en torno a los 8500 habitantes. Desde mediados del siglo XX se produce una evolución más similar a la de algunos pueblos de la sierra del Segura, como Elche de la Sierra y Socovos, que a la del resto de la comarca del Noroeste, donde se ha producido una recuperación demográfica clara.

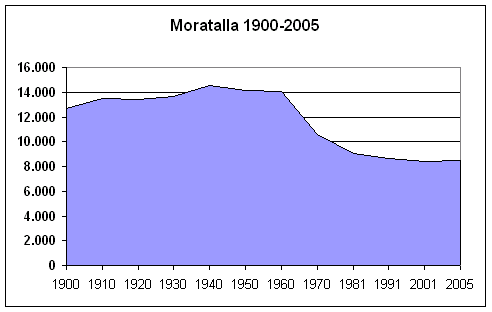
1. Evolución demográfica del munic. de Moratalla entre 1900 y 2005. Datos del INE, por decenios, en todos los cuadros.
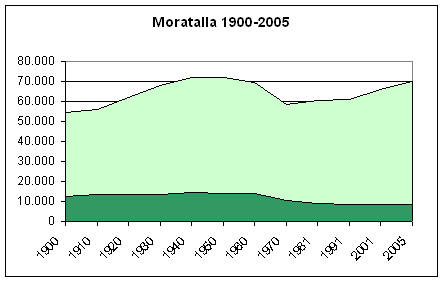
2. Evolución de Moratalla (verde oscuro) en el conjunto de la comarca (verde claro).
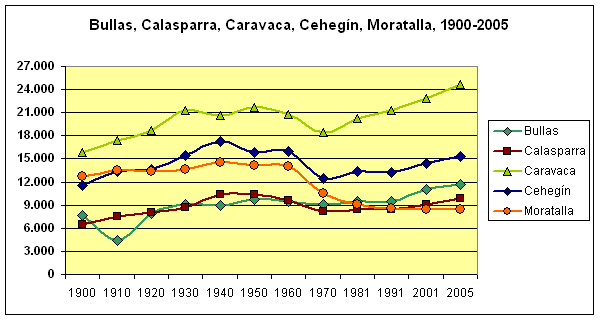
3. Evolución de Moratalla (línea naranja) frente a la de los otros municipios de la comarca.
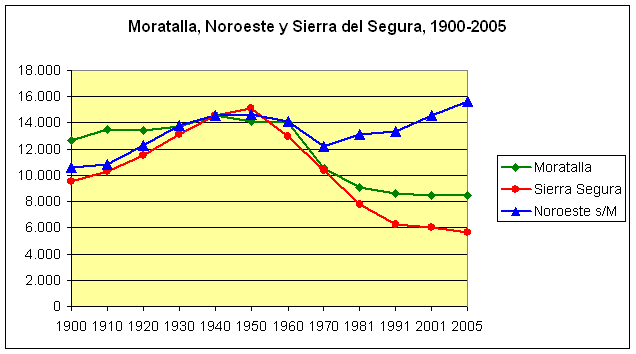
4. Moratalla (verde) frente a la media de los otros mun. del Noroeste y los de la sierra del Segura, suponiendo idéntica población en 1940.
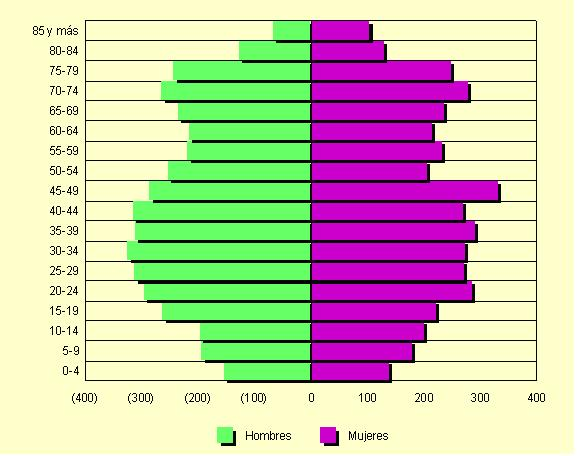
5. Pirámide poblaciónal por grupos de edad y sexo del municipio durante el año 2006

| Entidad de población      | Habitantes (2019) |
| ------------------------- | ----------------- |
| Moratalla (municipio)     | 7839              |
| Moratalla (núcleo urbano) | 5502              |
| Benizar                   | 855               |
| San Bartolomé             | 518               |
| Huerta Alhárabe           | 402               |
| Campo de San Juan         | 255               |
| Cañada de la Cruz         | 150               |
| Béjar                     | 32                |
| Roble                     | 34                |
| Arenal                    | 29                |
| Inazares                  | 21                |
| Cobatillas                | 14                |
| Salmerón                  | 15                |
| Rogativa                  | 8                 |
| Benamor                   | 4                 |

## Economía

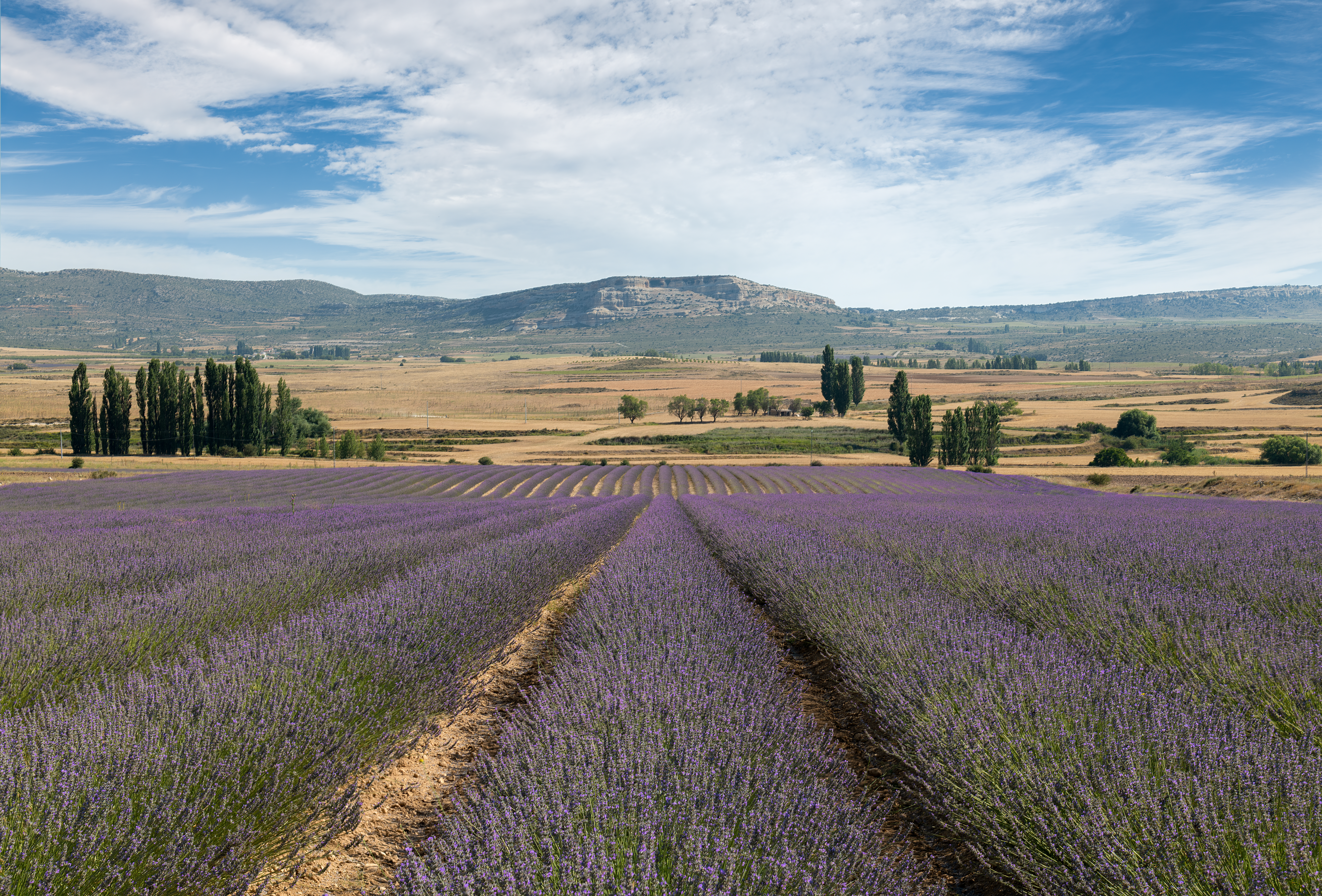
Cultivos de lavanda en Campo de San Juan

Los recursos principales del municipio son la agricultura (cereales como la cebada; la oliva y los aceites; la almendra; el albaricoque, la ciruela y el melocotón; posee parte del coto arrocero del conocido arroz de Calasparra junto al río Segura; las plantas aromáticas como el espliego o la lavanda), las conserveras; la industria de transformación de la madera; la ganadería (ovina, sobre todo) y el turismo rural.
Moratalla está entre los diez pueblos más buscados del país en lo que a turismo rural se refiere. También dispone del conocido camping de La Puerta, en las proximidades del río Alhárabe, y el Hotel del Cenajo, en las cercanías del embalse del Cenajo.

## Comunicaciones

### Por carretera
Las principales vías de comunicación son las carreteras RM-703 desde Campo de San Juan y RM-715 desde Caravaca y Socovos.

### Autobús
Prestan servicio las siguientes líneas de autobús interurbano:
| Línea     | Recorrido                               | Operador |
| --------- | --------------------------------------- | -------- |
| MUR-085-2 | Moratalla - Calasparra - Cieza - Murcia | Interbus |
| MUR-085-3 | Caravaca de la Cruz - Moratalla         | Interbus |

## Patrimonio

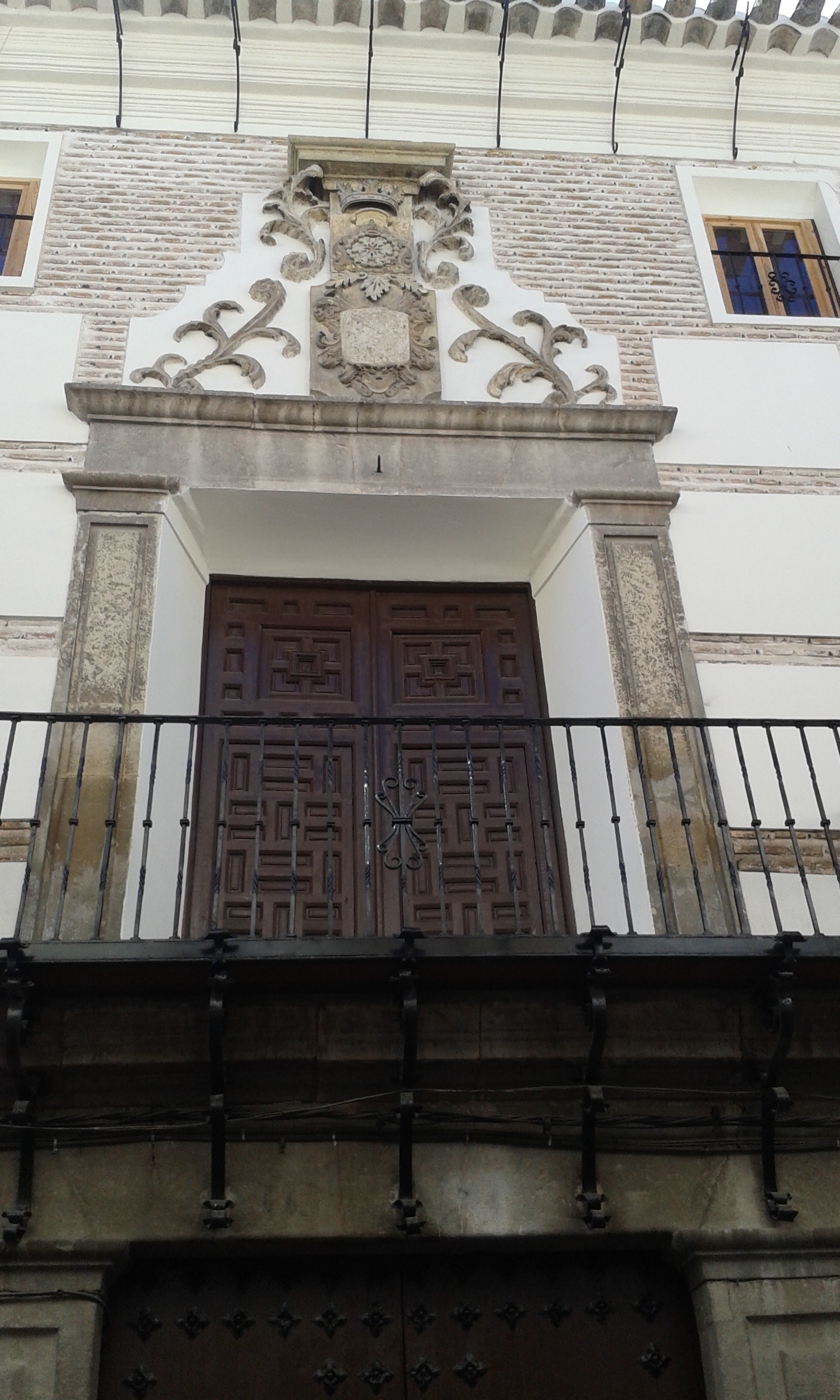
Caserón histórico y escudo heráldico en Moratalla.

Moratalla posee un vasto patrimonio cultural que abarca desde la prehistoria, y especialmente, la Edad Media y Edad Moderna hasta la actualidad, con obras tanto civiles como de culto.
- Pinturas rupestres paleolíticas adscritas al Arte rupestre del arco mediterráneo de la península ibérica.
- Yacimiento arqueológico de Los Molinicos.
- Castillo-fortaleza de Moratalla.
- Edificio del ayuntamiento.
- Casonas, palacetes y escudos heráldicos del casco antiguo de la localidad.
- Iglesia de Nuestra Señora de la Asunción.
- Iglesia de Santa Ana.
- Iglesia del antiguo convento de San Francisco.
- Santuario de la Rogativa.
- Cueva del Esquilo, con pinturas rupestres del siglo XVI.[17]
- Antiguo convento de Casa de Cristo, en plena Sierra del Buitre
- Yacimiento arqueológico de Mazuza

## Ayuntamiento
| Partido                        | 2023    | 2023       | 2019    | 2019       |
| Partido                        | % Votos | Concejales | % Votos | Concejales |
| Partido Popular (PP)           | 54,17 % | 7          | 38,02 % | 5          |
| Partido Socialista (PSRM-PSOE) | 29,95 % | 4          | 43,75 % | 6          |
| Izquierda Unida (IURM-LV)      | 14,22 % | 2          | 16,72 % | 2          |

| Periodo   | Nombre                                                                                                | Partido                                                                                          |
| --------- | --- | ------------------------------------------------------------------------------------------------ |
| 1979-1983 | Antonio García Arias                                                                                  | PSRM - PSOE (Gobierno en minoría)                                                                |
| 1983-1987 | Antonio García Arias                                                                                  | PSRM - PSOE (Gobierno en mayoría)                                                                |
| 1987-1991 | Antonio García Arias (1987-90) Antonio García Navarro (1990-91)                                       | PSRM - PSOE (Gobierno en mayoría)                                                                |
| 1991-1995 | Antonio García Navarro                                                                                | PSRM - PSOE (Gobierno en mayoría)                                                                |
| 1995-1999 | Antonio García Navarro                                                                                | PSRM - PSOE (Gobierno en minoría)                                                                |
| 1999-2003 | Antonio García Arias (1999-2000) Jesús Molina García (2000-2001) Antonio García Rodríguez (2002-2003) | PSRM - PSOE (Gobierno en minoría) IU (Gobierno en coalición con el PP) PP                        |
| 2003-2007 | Antonio García Rodríguez                                                                              | PP (Gobierno en minoría)                                                                         |
| 2007-2011 | Juan Llorente Martínez                                                                                | PSRM - PSOE (Gobierno en minoría)                                                                |
| 2011-2015 | Antonio García Rodríguez                                                                              | PP (Gobierno en mayoría)                                                                         |
| 2015-2019 | Candi Marín Lozano (2015-17) Jesús Amo (2017-19)                                                      | Ganar Moratalla - IU (en coalición con PSOE) PSRM - PSOE (en coalición con Ganar Moratalla - IU) |
| 2019-2023 | Jesús Amo                                                                                             | PSRM - PSOE (Gobierno en minoría)                                                                |
| 2023-act. | Juan Pascual Soria                                                                                    | PP (Gobierno en mayoría)                                                                         |

## Cultura y festejos
El municipio cuenta con una biblioteca de cerca de 20 000 volúmenes, con una importante sección de literatura infantil y juvenil; con un teatro (Trieta) que hace asimismo las funciones de cine; y con salas de exposiciones temporales, públicas y privadas. En dicho teatro suelen realizarse una serie de representaciones organizadas por el grupo municipal "La Cortijá", cuyo cometido principal es recaudar fondos para la Asociación Española Contra el Cáncer.
Son festejos tradicionales las Fogatas de San Antón (enero), el día de Jesucristo Aparecido y la bendición de los trigos ( 19 abril), la romería de La Rogativa (mayo), el día del Cristo del Rayo (15 de junio), la fiesta la vaca (julio), San Bartolomé (agosto), las hogueras llamadas "Castillos de la Purísima" (diciembre) y Santa Bárbara (diciembre).

### Semana Santa de Moratalla

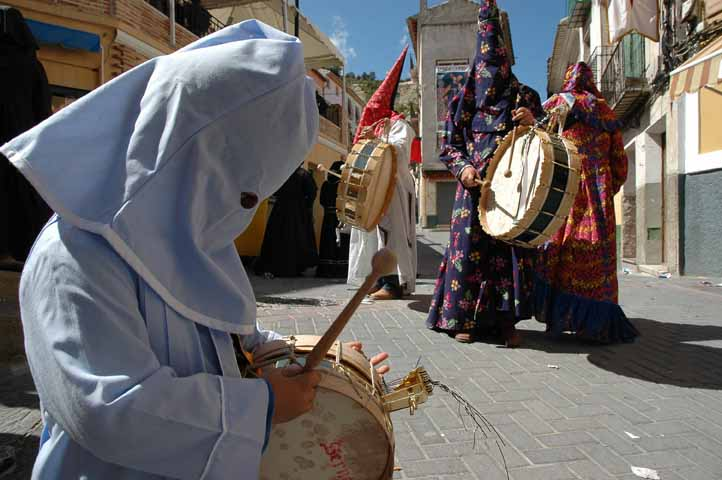
Tamborada de Moratalla, declarada Patrimonio cultural inmaterial de la Humanidad.

Aunque en Semana Santa se celebran procesiones, lo más característico de esta villa son las tamboradas celebradas los días de Jueves Santo, Viernes Santo y Domingo de Resurrección. La tamborada es una tradición antiquísima cuyo origen se asocia al terremoto producido tras la muerte de Jesucristo en la cruz. No obstante, el comienzo de dicha tradición no está todavía muy claro, se sabe que llegó a puntos cercanos a Moratalla a finales del siglo XVII, pero la versión más fidedigna es aquella que asocia la llegada del tambor con la de los Franciscanos en el siglo XVI. La Tamborada moratallera fue declarada Patrimonio cultural inmaterial de la Humanidad en 2018 como parte de las Tamborradas.
Varias son las localidades que comparten esta tradición tan arraigada en sus gentes. Se pueden encontrar diversos municipios que comparten esta tradición como Mula, Hellín o Tobarra (semejante a la más septentrional de la provincia de Teruel). No obstante, la celebración moratallera se singulariza y prioriza sobre las demás debido a su variopinto desorden, pues los nazarenos, únicos cuya cara tapa el capirote, visten túnicas artesanales de extravagantes y caprichosos diseños claramente diferenciados entre sí, mientras portan y redoblan sobre magníficos tambores desarrollados también artesanalmente, ocasionando que las calles no se llenan menos de color que de sonido.
Durante el transcurso de la tamborada, que suele ocupar toda la jornada de los tres días anteriormente mencionados, los moratalleros, moratalleras y personas provenientes de otras localidades vecinas cuyo afán por el toque del tambor les empuja a adentrarse en este hermoso rincón del noroeste murciano, disfrutan con los constantes redobles de los tamboristas -no tamborileros-, la hospitalidad de sus gentes, la gran belleza que presentan sus calles y la elevada variedad de tapas típicas que ofrecen los baristas.
La mayor afluencia de tamboristas se da alrededor del mediodía y a últimas horas de la tarde, concentrándose en la zona conocida como la Farola y Plaza Tamayo, amén de sus calles aledañas y dispersándose a medida que avanza la noche.

#### La Túnica
Quizá sean las túnicas el elemento más singular de la Semana Santa Moratallera pues impactan a todo aquel que por primera vez las ve pues su gran variedad y singularidad tiñe de color las ya hermosas calles del municipio. Sus diseños son totalmente arbitrarios e incluso se pretende que cada una sea diferente a las demás, las hay de un solo color, de varios, estampadas, de retales o de remiendos, constituyendo un espectáculo multicolor y siempre cambiante.

#### Las Jornadas Nacionales
Con carácter anual y desde 1984, todo los pueblos en los que se disfruta esta fiesta tan particular como es la Semana Santa en su variante del toque del tambor, se reúnen en una localidad determinada para celebrar las Jornadas Nacionales de Exaltación del Tambor y el Bombo, más llanamente conocida como "Las Jornadas". Estas Jornadas permiten que durante un fin de semana se puede disfrutar y en un único municipio de los particulares toques que posee cada pueblo, así como sus llamativas indumentarias. El municipio de Moratalla ha acogido durante tres ocasiones, concretamente en 1987, 1997 y 2008 la III, XII y XVIII Jornadas Nacionales respectivamente, habiendo sido resignada para el año 2025 como villa que acogerá la XXXVIII edición de este evento de gran fervor popular, particularmente los días 28, 29 y 30 de marzo, Moratalla volverá a vibrar al compás del toque y redoble de miles de tamboristas que recorrerán con sus dispares vestimentas y no menos llamativos tambores todos los puntos de la localidad, brindando al visitante la oportunidad de disfrutar y verse inmerso en una de las fiestas más antiguas de toda España.

### Fiestas en honor al Santísimo Cristo del Rayo
El día del Cristo del Rayo se celebra el 15 de julio, pero los festejos en su honor llamados popularmente como Fiestas de la vaca, se celebran durante la semana del 11 al 17 de julio, comenzando con una dianas floreadas y volteo de campanas al alba del día 11. Además, con carácter previo a la celebración de los actos festivos, así como durante su transcurso, se suceden diversos eventos, entre los que cabe destacar:
- Encierros de vacas por las calles del pueblo, de los más antiguos de España,
- Encierros de novillos,
- Certamen literario Albaricoque de Oro,[21]
- Fuegos artificiales,
- Baile popular.

### Feria de San Miguel
Coincidiendo con la festividad de San Miguel (29 de septiembre) que a su vez es el patrón de la localidad, el municipio de Moratalla ha retomado durante estos últimos años la celebración de una feria en honor a este patrón. Esta feria lleva aparejada la instalación de un mercadillo medieval que recorre las principales calles de la ciudad, y que suele estar instalado durante el fin de semana correspondiente, llevando a crear un clima medieval en la calle Mayor.
El gran auge popular que está sufriendo y la perfecta mimetización de esta celebración con el entorno urbano de la villa de Moratalla, han propiciado un notorio crecimiento de visitantes interesados en este tipo de festividades.